# Ctenomys goodfellowi
Туко-туко Ґудфелоу (Ctenomys goodfellowi) — вид гризунів родини тукотукових, що зустрічається в департаменті Санта-Крус на південному сході Болівії, де межує два екорегіона: сухі ліси Чікітано й тропічні савани Серрадо. 

## Етимологія
Названий на честь Вальтера Ґудфелоу (англ. Walter Goodfellow, 1866—1953) — британського зооколекціонера та орнітолога.